# Hidoua
 Hidoua  (ou Ridoua) est un village du Cameroun situé dans la région de l'Extrême-Nord, le département du Mayo-Tsanaga et l'arrondissement de Mokolo.

## Géographie et administration
Hidoua se trouve à proximité de la frontière avec le Nigeria, à 5 km de Goshi et à 13 kilomètres de Tourou.

## Population
En 1966-1967, la localité comptait 569 habitants, principalement des Mafa.
Lors du recensement de 1987, on y a dénombré 736 personnes.

## Attaques terroristes
Dans la nuit du 9 au 10 février 2016, des combattants de Boko Haram ont attaqué le village Hidoua, tuant sept personnes. 246 maisons, une école et quatre églises ont été brûlées. Plusieurs cheptels d’animaux, de l’argent et des tonnes de produits alimentaires ont également été dérobés.
Le 11 février 2011, les forces armées camerounaises ont mené une riposte le 11 février 2016 dans le village Goshi-Nigeri tuant près de 30 terroristes, détruisant deux véhicules et récupérant des armes et des motos appartenant au groupe terroriste ; cette riposte a coûté la vie à un soldat camerounais.